# ガネーシュ・フェスティバル
ガネーシュ・フェスティバルは、ヒンドゥー教の神 ガネーシュのお祭りで、インドのマハーラーシュトラ州を中心に、8月末または9月初めの「ガネーシュ・チャトゥルティー गणेश चतुर्थी」の日から（新月の日から4日目）満月までの計11日間行われる。
現地ではと呼ばれる。
マハーラーシュトラ州・プネー市のフェスティバルが大がかりで有名。
もともとは大きなフェスティバルではなかったが、独立運動に際して人々が集まるための方便としてフェスティバルが計画的に大きくされた。インド独立後も大きなフェスティバルとして続いている。
プネー市では、一年を通じて行われる祭りのなかで、ヒンドゥー教の新年を祝う光のフェスティバルディーワーリーと並ぶ大きな祭りである。
ガネーシュの寺院は小さい物を含めてほとんど全ての区画にある程、プネー市ではポピュラーな神であるが、更に困難を取り除き福をもたらす神であり、商売の神であるとされているので、多くの商店がスポンサーとなり大がかりな祭りを行う。
小さな寺院であっても、フェスティバルの時には大きな仮の寺院を作り、そこに神体のガネーシャの象を中心に飾る。回りには、非常に予算をかけた飾り付けが行われ、地域の財政力を示す。沢山の色の照明で飾り付けられたり、回りが沢山の生花で飾り付けられたり、神話にちなんだ飾り付けが行われる。
夜になると大音響で音楽がかけられる。この音楽はインド特有の音楽であるが、近年(2003年現在)は、トランス・ミュージックとして欧米や日本でもポピュラーになっているたぐいの音楽である。ガネーシュの像の前で男性達が踊り狂い女性はそれを遠巻きに見る。
地域の男性により大小の太鼓を中心にした音楽隊が構成され、やはり大音響で太鼓を叩きながら踊る。
フェスティバルの初日にはガネーシュの像を近くの大きな寺院につれて行き、目隠しをして自分の寺院に持ち帰る。個人でも、小さなガネーシュの像を買い求め目隠しをして自宅に持ち帰る。
目隠しをされたガネーシュの像は飾り付けをした山車の上に、王様の様ないでたちで座り、大きな太鼓を中心とした音楽隊が先導するなか、地域を練り歩きながら自分の寺院に帰る。先導隊は大音響の爆竹を大量に炸裂させながらガネーシュの先を浄化する。この爆竹は日本では違法として使用しない大きな物である。
フェスティバルの初日の夜になって、目隠しが取り除かれる。その後、毎晩の様に音楽や太鼓隊などのイベントが続く。花火があげられたり、ガネーシャの前に用意されたステージの上でショーが行われる。
最終日には、ガネーシュの像は川に持って行かれ、人々から取り除いた障害と共に川に流される。また、この時は再びガネーシャは飾り付けられた山車の上に座り、地域を練り歩き、人々はその前で踊り狂い、太鼓隊は最高の音で辺りを太鼓の音でいっぱいにする。川の近くになると多くの地域から集まって来た山車が列をなし、それぞれが大音響で太鼓を叩き、その姿は圧巻である。
なお、大きなガネーシュの像が川に流される事はなく、この場合、一緒に飾られていた小さな像や、大きな像に付けられていた飾り付けが外されて、川に流される。
ガネーシャを褒め讃える叫び声がある。「ガンバチ、バッパー」と一人が叫び、残りの大勢が「モーリヤー」と叫ぶ。ガンパチ（正確には「ガンパティ गणपति」）はガネーシュの呼び名である。